# Distorsión de la perspectiva

Simulacro que muestra como ajustando el ángulo de vista de una cámara mientras varía la distancia de la cámara, y manteniendo el objeto dentro del marco, obtenemos imágenes muy diferentes. Con ángulos estrechos y distancias grandes, los rayos de luz son casi paralelos, resultando en una imagen "aplanada". Con ángulos anchos y distancias cortas, el objeto parece acortado o distorsionado.

En el campo de la fotografía y la cinematografía, la distorsión de perspectiva es una deformación o transformación de un objeto y su área circundante que difiere significativamente del aspecto que el objeto presentaría con una longitud focal normal, debido a la escala relativa de los objetos próximos y distantes. La distorsión de perspectiva viene determinada por las distancias relativas a las cuales la imagen es capturada y vista, y esto es debido al ángulo de visión de la imagen (mientras esta se obtiene) resultando más ancho o más estrecho que el ángulo de visión con el que vemos la imagen. Por lo tanto, las distancias relativas aparentes difieren del resultado esperado. Relacionada con este concepto está la magnificación axial -- la profundidad percibida de objetos a partir de una magnificación dada.
La distorsión de perspectiva toma dos formas: distorsión de extensión y distorsión de compresión, también llamadas distorsión de angular y distorsión de lente larga o teleobjetivo, cuando hablamos sobre imágenes con la misma medida de campo. La extensión o distorsión de ángulo ancho puede ser vista en las imágenes tomadas de cerca utilizando una lente angular (con un ángulo de visión más ancho que una lente normal). Los objetos cerca de la lente parecen anormalmente grandes en relación con objetos más distantes, y los objetos distantes parecen anormalmente pequeños y por lo tanto más alejados. Las distancias aparentes son, por lo tanto, aumentadas. La compresión, o distorsión de lente larga o teleobjectivo, puede ser vista en las imágenes tomadas a larga distancia utilizando una lente de foco largo o el más común teleobjetivo (con un ángulo de visión más estrechado que una lente normal). Los objetos a diferentes distancias parecen tener aproximadamente la misma medida, puesto que los objetos más próximos parecen anormalmente pequeños, y los objetos más distantes anormalmente grandes, y como consecuencia el espectador no puede distinguir las distancias relativas entre objetos a diferentes distancias. Por lo tanto, las distancias aparentes son comprimidas.
Nótese que los cambios de perspectiva lineal son causados por la distancia, no por la lente en si – dos fotografías de la misma escena desde la misma distancia exhibirán una geometría de perspectiva idéntica, independientemente de las lentes utilizadas. Aun así, al tener las lentes angulares un campo más ancho de vista, son generalmente utilizadas de más cerca, mientras que las lentes de teleobjetivo tienen un campo más estrechado de vista y son generalmente utilizadas de más lejos. Por ejemplo, si se está a cierta distancia de forma que una lente normal captura la cara de alguien, una fotografía con una lente angular o teleobjetivo a la misma distancia mostrará exactamente la misma geometría de perspectiva lineal en la cara, aunque la lente de ángulo ancho puede encabir el cuerpo entero en la imagen, mientras que el teleobjetivo captará solo la nariz. Aun así, los recortes de estas tres imágenes con la misma cobertura mostrarán la misma distorsión de perspectiva – la nariz tendrá las mismas proporciones en las tres. Por el contrario, si las tres lentes son utilizadas desde distancias diferentes porque la cara llena el campo de visión, el angular será utilizado de más cerca, haciendo la nariz más grande comparada con el resto de la foto, y el teleobjetivo será utilizado de más lejos, haciendo la nariz más pequeña comparada con el resto de la foto.
La distorsión por extensión en la fotografía de exteriores es familiar para muchos a través de los retrovisores laterales y las mirillas, aunque estas a menudo utilizan un objetivo ojo de pez, mostrando una distorsión diferente. La distorsión de compresión es más familiar mirando a través de prismáticos o telescopios, y en miras telescópicas, mientras un efecto similar es visto en la fotografía de tira, por ejemplo una foto finish, donde toda captura es paralela a la captura, eliminando completamente la perspectiva (una vista de lado).

## Factores influyentes
La distorsión de perspectiva es influida por la relación entre dos factores: el ángulo de vista con el cual la imagen es capturada por la cámara y el ángulo de vista con la cual fotografía del motivo es presentada o vista.

### Ángulo de vista de la captura
Cuando las fotografías son vistas a la distancia de visionamiento normal, el ángulo de vista en el cual la imagen se capturó es responsable de toda aparición de distorsión de perspectiva. La suposición general de que las fotografías no adulteradas no pueden distorsionar una escena es incorrecta. La distorsión de perspectiva se da particularmente en los retratos cogidos con lentes angulares a corta distancia respeto el modelo. Generalmente dan una impresión desagradable, haciendo que la nariz parezca demasiado grande en comparación con el resto de la cara, y distorsionando la expresión facial. Enmarcando el mismo sujeto de forma idéntica utilizando un teleobjetivo moderado o una lente de foco largo (con un ángulo de vista estrechado) da a la imagen una perspectiva más aplanada. Es por esta razón que, por una cámara de 35 mm, las lentes con longitudes focales de aproximadamente entre 85 y 135 mm son generalmente consideradas lentes adecuadas por un retrato. Aun así hay una diferencia, si la fotografía es cogida con lentes para paisaje o retrato. Una lente de 50mm es adecuada para fotografiar personas cuando está orientada al paisaje. Por el contrario, utilizando lentes con longitudes focales mucho más largas para retratos resulta en un aplanamiento más extremo de las características faciales.

### Distancia de visualización de la fotografía
Las fotografías son normalmente vistas a una distancia aproximadamente igual a su diagonal. Cuando se observan a esta distancia, los efectos de distorsión creados por el ángulo de visión de la captura son aparentes. Aun así, teóricamente, si uno ve las fotografías que muestran distorsión por extensión (angular) a una distancia más próxima, ensanchando así el ángulo de vista de la presentación, entonces el fenómeno aparece en menor medida. De manera similar, viendo las fotografías que muestran distorsión por compresión (teleobjetivo) desde una distancia más grande, estrechando así el ángulo de visión de la presentación, el efecto también se reduce. En ambos casos, a cierta distancia, la distorsión aparente desaparece completamente.

## Óptica
En la mayoría de los casos, se puede asumir que el espacio de imagen y el espacio de objeto existen en el mismo medio. Así, para un objeto enfocado, la distancia entre la lente y el plan de imagen {\displaystyle s_{\text{i}}}, la distancia entre la lente y el objeto{\displaystyle s_{\text{o}}}, y la longitud focal {\displaystyle f} están relacionadas por
{\displaystyle {1 \over s_{i}}+{1 \over s_{o}}={1 \over f}.}
Entonces la magnificación transversal es
{\displaystyle M={s_{\text{i}} \over s_{\text{o}}}={f \over (s_{\text{o}}-f)}.}
La magnificación axial {\displaystyle M_{\text{ax}}} de un objeto a {\displaystyle s_{\text{o}}}
```
       es el índice de cambio de la distancia entre la lente y la imagen 
```

{\displaystyle s_{\text{i}}} a medida que la distancia entre el objeto y la lente                                   
{\displaystyle s_{\text{o}}}
varía. Para un objeto de profundidad finita, uno puede entender la media de magnificación axial como la proporción entre la profundidad de la imagen y la profundidad del objeto:
{\displaystyle M_{\text{ax}}=\left|{d \over d(s_{\text{o}})}{s_{\text{i}} \over s_{\text{o}}}\right|=\left|{d \over d(s_{\text{o}})}{f \over (s_{\text{o}}-f)}\right|=\left|{-f \over (s_{\text{o}}-f)^{2}}\right|={M^{2} \over f}.}
Uno puede ver que si la magnificación se mantiene constante, una lente focal más larga o próxima al teleobjetivo se traduce en una magnificación axial menor, y una longitud focal más corta o próxima al gran angular comporta una magnificación axial mayor.
Por lo tanto, cuando se ajusta progresivamente una longitud focal más larga o próxima a la posición de teleobjetivo mientras la cámara/lente se aleja del objeto manteniendo en todo momento la misma magnificación M, los objetos parecen perder profundidad, y las distancias axiales entre objetos en diferentes profundidades parecen acortarse. El contrario—el aumento de la magnificación axial—se produce cuando se ajusta progresivamente una longitud focal más corta o próxima al gran angular mientras la cámara/lente se acerca al objeto. En este caso los objetos parecen adquirir más profundidad, y las distancias axiales entre objetos situados a diferentes profundidades parecen alargarse a medida que movemos la longitud focal y la cámara/lente.

### Ejemplos
- Debajo, una serie de tres fotografías muestra la misma escena disparada desde la misma posición con tres lentes diferentes: una lente normal, una lente de gran angular, y una lente de teleobjetivo. Obsérvese que al no cambiar las proporciones de la imagen con el ángulo de vista, si las fotografías hechas con la lente angular y la lente normal fuesen recortadas para contener la misma escena que la fotografía hecha con el teleobjetivo, entonces el contenido de las imágenes sería exactamente el mismo. La diferencia aparente en proporciones resulta solo del contenido añadido alrededor de los bordes del marco de la fotografía de lente normal y la fotografía de angular.

Las fotos tomadas utilizando una cámara de 35 mm inmóvil a una distancia constante del tema con un 28 mm lento, un 50 mm lento y un 70 mm lento.
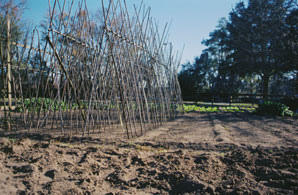
28 mm
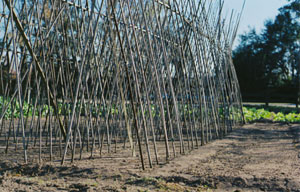
50 mm.
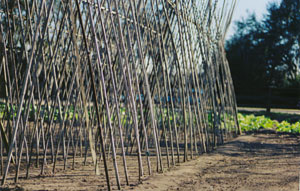
70 mm

- Debajo, una serie de cuatro fotografías muestra un objeto enmarcado de la forma más similar posible con cuatro lentes diferentes. Como consecuencia del ángulo de vista diferente de cada lente, el fotógrafo se aproximó al objeto con cada fotografía. Nótese que el ángulo de vista cambia de forma significativa (compárese el fondo de cada fotografía), y la distancia entre objetos parece más grande con cada imagen sucesiva. En la cuarta imagen, tomada con la lente más ancha, el edificio detrás del objeto parece mucho más lejano que en la realidad.

Las fotografías tomadas utilizando una cámara de 35 mm con lentes de 100 mm, 70 mm, 50 mm, y 28 mm, a distancias diferentes del motivo.
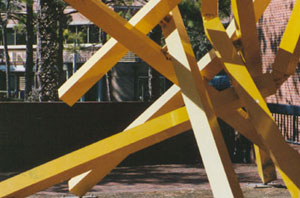
100 mm
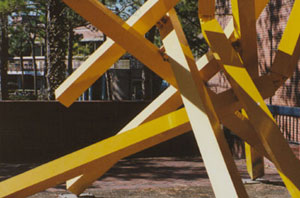
70 mm
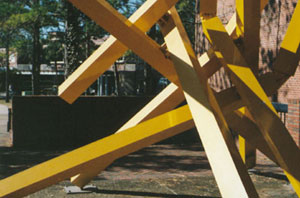
50 mm
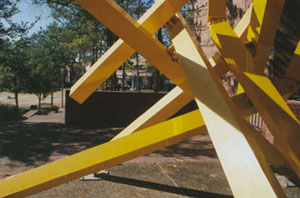
28 mm

## Usos artísticos

### Fondo técnico

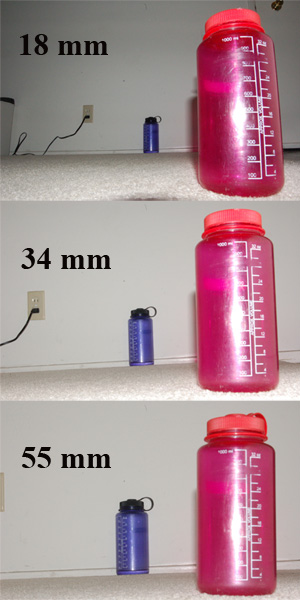
Como la distancia focal afecta la perspectiva: 18mm (angular), 34mm (normal), y 55mm (teleobjetivo modesto) con la misma medida de campo conseguida con diferentes distancias entre la cámara y el motivo. Nótese que cuanto más corta es la longitud focal y más ancho es el ángulo de vista, la distorsión de perspectiva y las diferencias de medida cambian.

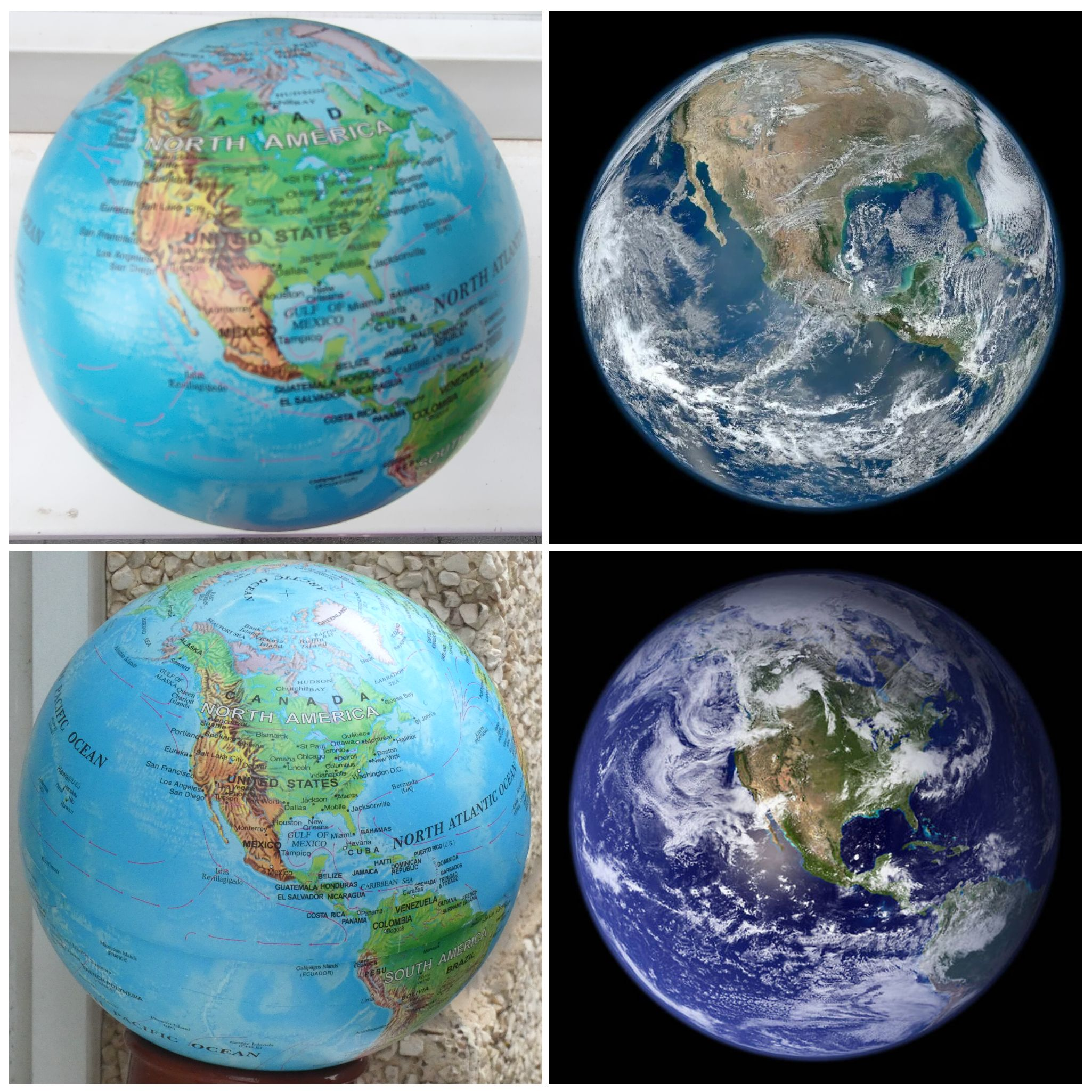
Comparación de dos fotos de la Tierra tomadas por la NASA. La distorsión de la perspectiva afecta al tamaño de los continentes. A la izquierda se recrean mediante un globo terráqueo las dos fotos con un teleobjetivo y un objetivo gran angular.

A pesar de que distorsión de perspectiva a menudo resulta molesta cuando no se busca, es también intencionadamente utilizada con fines artísticos. La distorsión por extensión propia del gran angular es a menudo implementada por emfatizar algún elemento de la escena haciéndolo parecer más grande y separado en el espacio respecto a los otros elementos. La distorsión por compresión propia del teleobjetivo es a menudo utilizada para dar la sensación de distancia comprimida entre objetos distantes, como edificios o automóviles para sugerir un sentimiento de congestión. Las lentes largas magnifican más el sujeto, aparentemente comprimiendo la distancia y (cuando se enfoca el primer término) empañando el fondo debido a su menor profundidad de campo. Las lentes más anchas tienden a magnificar la distancia entre los objetos permitiendo más profundidad de campo.
Otro resultado de utilizar una lente de ángulo ancho es una distorsión de perspectiva aparente más grande cuando la cámara no está alineada perpendicularmente al tema: las líneas paralelas convergen al mismo índice mientras que con una lente normal convergen más debido al campo total más ancho. Por ejemplo, los edificios parecen estar cayendo hacia atrás mucho más severamente cuando la cámara está apuntando hacia arriba desde el nivel de tierra que si se fotografía con una lente normal a la misma distancia del tema, porque más parte del edificio es visible en la imagen tomada con el angular.
Como las lentes diferentes generalmente requieren una distancia diferente entre la cámara y el sujeto para preservar la medida del motivo, cambiar el ángulo de vista puede distorsionar la perspectiva indirectamente, cambiando la medida relativa aparente del sujeto y el fondo. Si una medida de campo idéntica es mantenida, el gran angular hace parecer más grande el motivo introduciendo diferencias de medida con las líneas convergentes mencionades arriba, y hace que las habitaciones y los espacios alrededor del tema parezcan más vastos aumentando la distancia entre sujeto y fondo (perspectiva expandida).

### Efecto en el estado anímico y usos famosos
El efecto en el estado anímico de la distorsión de perspectiva conseguida por las lentes de gran angular rectilíneo es que la imagen resultante parece grotesca e inquietante, a pesar de que no parecen tan irreales como un objetivo ojo de pez curvilíneo que muestra una distorsión de barril. El efecto es especialmente marcado cuanto más próxima la cámara está al tema, puesto que su medida aumenta cuanto más corta sea la longitud focal a la misma medida de campo.
Un director notable que frecuentemente empra lentes de gran angular rectilíneo para conseguir un estilo visual propio definido por la distorsión de perspectiva extrema es Terry Gilliam. También Stanley Kubrick (en Paths of Glory, y Doctor Strangelove, entre otros) así como Orson Welles (en El Juicio), Sam Peckinpah (en Perros de paja), y Sidney Lumet (en El Delito) ocasionalmente han hecho lo mismo, aunque mayoritariamente con moderación, en secuencias o imágenes aisladas, mientras Gilliam casi nunca utiliza ninguna lente más larga que 14mm, lo cual ha dado a las lentes de esta longitud focal particular el apodo informal "The Gilliam" entre los cineastas. Jean-Pierre Jeunet y Marc Caro, dos realizadores franceses influidos por Gilliam, adoptaron su fotografía de angular  en sus películas Delicatessen y La ciudad de los niños perdidos. El Juicio de Orson Welles es notable por haber influido fuertemente el estilo de Gilliam años antes de que el expatriado americano se uniera al grupo cómico Monty Python, a pesar de ser una característica estilística única dentro de la obra de Welles.
Debido al efecto grotesco e inquietante propio de las lentes de gran angular, las películas que hacen uso de tal distorsión de perspectiva a menudo pueden ser colocadas dentro de una de estas dos categorías: Sátira o fantasía grotesca y surrealista, también con un cierto punto de comedia negra (Gilliam, Jeunet & Caro o Stanley Kubrick en Doctor Strangelove) por un lado; y  películas más realistas y serias con un cierto toque de crítica social en el otro, donde las convenciones sociales, la sociedad colectiva, y/o las figuras y los actos de los dirigentes son retratadas como grotescas y absurdas, y a menudo también presentan características tiránicas con valores conformistas que actúan de una manera extremadamente hostil y perjudicial hacia individualistas y gente fuera de la norma (Paths of Glory, Perros de paja, El Delito).
En el otro lado del espectro de la longitud focal, Leni Riefenstahl utilizaba lentes de teleobjetivo extremo para comprimir grandes multitudes enTriumph des Willens, mientras que el Führer Adolf Hitler era visto a través de lentes normales y a menudo en contrapicado para parecer alto en comparación.
En el lenguaje cinematográfico, la distorsión de la perspectiva también tiene efecto en el efecto especial de cámara conocido como dolly zoom, donde una lente de zoom se aleja mientras la cámara se acerca al motivo, de tal manera que el motivo se mantiene con la misma medida en el marco mientras el fondo cambia de tamaño en comparación. Este efecto fue popularizado en las películas Vertigo y Jaws. Otro ejemplo de este efecto puede ser visto en la primera película de El Señor de los Anillos, justo antes de que el Jinete Negro llegue por el camino. El dolly el zoom es utilizado crear un efecto de compresión del camino.